# Den gröna cykeln
Den gröna cykeln eller Wadjda (arabiska: وجدة) är en saudiarabisk och tysk film från 2012, skriven och regisserad av Haifaa al-Mansour. Det är den första långfilm som filmats i sin helhet i Saudiarabien och den första långfilmen av en kvinnlig saudiarabisk regissör. Den var även Saudiarabiens första inskickade kandidat till Oscarsnominering för bästa utländska film, men den nominerades inte.

## Handling
Wadjda är en 10-årig flicka i Saudiarabien. Wadjdas vardag är fylld av restriktioner för att hon är flicka. I skolan anmärker rektor och lärare på Wadjas uppförande då hon på olika sätt bryter mot normen för hur en flicka ska bete sig och är lite av en rebell. En dag rycker en pojke på cykel av henne slöjan när hon är på väg hem från skolan. Hon springer efter för att ta tillbaka den men hinner inte ifatt pojken på cykel som ropar att "Du har inte en chans att komma ifatt mig tjejen". Hon svarar att "Så fort jag har en cykel ska jag visa dig". Därefter är Wadja på intensiv jakt efter en cykel. Trots att Wadja inte fäster så stor vikt vid religionen och koranen ställer hon upp i en korantävling för att vinna ett penningpris som skulle räcka för att köpa en grön cykel som hon har tingat i en butik. Till allas förvåning vinner hon tävlingen. När rektorn undrar vad hon ska göra för prispengarna svarar hon att hon ska köpa en cykel. Då det är högst olämpligt att som kvinna cykla i Saudiarabien ordnar rektorn till Wadjas stora besvikelse så att prispengarna istället doneras till Palestina.